# Club Sportivo San Lorenzo
Il Club Sportivo San Lorenzo, noto semplicemente come Sportivo San Lorenzo, è una società calcistica paraguaiana con sede nella città di San Lorenzo. Milita nella División Profesional, la massima serie del campionato paraguaiano di calcio.
Gioca le partite casalinghe allo Stadio Gunther Vogel.

## Palmarès

### Competizioni nazionali
- División Intermedia: 7

1949, 1953, 1960, 1984, 1987, 1994, 2014
- Tercera División de Paraguay: 2

2009, 2017

### Altri piazzamenti
- División Intermedia:

Secondo posto: 2018

## Organico

### Rosa 2020
| N. |                     | Ruolo | Calciatore            |
| -- | ------------------- | ----- | --------------------- |
| 1  | Paraguay (bandiera) | P     | Orlando Gill          |
| 12 | Paraguay (bandiera) | P     | Wilson Quiñónez       |
| 2  | Paraguay (bandiera) | D     | Wilson Quiñónez       |
| 3  | Paraguay (bandiera) | D     | Nelson Ruiz           |
| 4  | Paraguay (bandiera) | D     | Jorge Molinas         |
| 5  | Paraguay (bandiera) | D     | Andrés Duarte         |
| 13 | Paraguay (bandiera) | D     | Orlando Gallardo      |
| 19 | Paraguay (bandiera) | D     | Luis Fernando Cáceres |
| 21 | Paraguay (bandiera) | D     | Alexis Fernández      |
| 22 | Paraguay (bandiera) | D     | Jorge Balbuena        |
| 26 | Paraguay (bandiera) | D     | Isidro Saldívar       |
| 27 | Paraguay (bandiera) | D     | Carlos Paredes        |
| 6  | Paraguay (bandiera) | C     | Jordán Santacruz      |
| 8  | Paraguay (bandiera) | C     | Jorge Salinas         |

| N. |                      | Ruolo | Calciatore            |
| -- | -------------------- | ----- | --------------------- |
| 11 | Argentina (bandiera) | C     | Santiago Vera         |
| 18 | Paraguay (bandiera)  | C     | Derlis Orué           |
| 25 | Paraguay (bandiera)  | C     | Ignacio Miño          |
| 28 | Paraguay (bandiera)  | C     | Gustavo Viera         |
|    | Paraguay (bandiera)  | C     | Mario Otazú           |
| 7  | Paraguay (bandiera)  | A     | Alex Cáceres          |
| 10 | Uruguay (bandiera)   | A     | Juan Manuel Salgueiro |
| 14 | Paraguay (bandiera)  | A     | Fernando Escobar      |
| 16 | Paraguay (bandiera)  | A     | Feliciano Brizuela    |
| 20 | Paraguay (bandiera)  | A     | William Santander     |
| 23 | Argentina (bandiera) | A     | Alejandro Toledo      |
| 24 | Paraguay (bandiera)  | A     | Carlos Ripoll         |
| 29 | Paraguay (bandiera)  | A     | Rogerio Leichtweis    |
| 32 | Paraguay (bandiera)  | A     | Carlos González       |